# Musaranya de muntanya centreafricana
La musaranya de muntanya centreafricana (Ruwenzorisorex suncoides) és una espècie de mamífer de la família de les musaranyes (Soricidae). És monotípica dins el gènere Ruwenzorisorex. Viu a Burundi, la República Democràtica del Congo, Ruanda i Uganda. És semiaquàtica i viu al costat de rierols a la selva nebulosa tropical.